# 주영대 (탁구 선수)
주영대(1973년 1월 15일 ~ )은 대한민국의 장애인 탁구 선수이다. 2020년 하계 패럴림픽에 참가하여 단식(C1)에서 금메달을 획득했다.

## 생애
1973년 1월 15일 경상남도 사천시 서포면 금진리에서 태어났다. 사천고등학교를 졸업하고 경상대학교 체육학과에 입학했다. 1992년 교통사고로 지체 장애인이 되었다. 2008년 재활운동으로 탁구를 시작하게 되었다.

## 선수 경력
인천광역시에서 열린 2014년 장애인 아시안 게임에 대표팀으로 발탁되었다. 남자 단식(C1)부분에서 우승을 하며 금메달을 획득하였고 이후 단체전에서도 은메달을 획득했다. 12월 사천인의 밤 행사에서 우수 선수상을 수여받았다. 2015년 5월에 열린 슬로바키아 오픈대회에 참가하여 단식(C1)에서는 은메달, 단체전(C1)에서는 금메달을 획득했다.
리우데자네이루에서 열린 2016년 하계 패럴림픽에 참가하였다. 단식(C1)에서 결승전까지 진출했지만 영국의 데이비드 롭 세트 스코어 1-3으로 패하며 은메달을 획득했다. 차수용, 김경묵과 함께 출전한 단체전(C1-2)에서도 결승전까지 진출했지만 프랑스에서 1-2로 패하며 은메달을 획득했다. 베이징에서 열린 2017년 아시아 장애인 선수권 대회에서는 단식(C1)과 단체전(C1-2)모두 금메달을 획득했다. 2018년 경남장애인체육회는 탁구단을 창단하기로 하였고 그는 부산시장애인탁구협회를 떠나 고향인 경남장애인체육회 탁구단에 입단하였다.
2019년 4월 5일부터 7일까지 울산광역시에서 열린 대한장애인탁구협회장배 전국장애인탁구대회에 참가하여 단식(C1)부분에서 금메달을 획득했다. 이후 26일부터 28일까지 열린 부천시장배 장애인탁구대회에서 동메달을 획득했다. 슬로베니아 오픈대회에서는 단식(C1) 금메달, 단체전 은메달을 획득했다. 8월 방콕에서 열린 방콕 오픈에도 참가하여 단식 금메달 단체전 은메달을 획득했다.
1년 연기되어 2021년에 열린 2020년 하계 패럴림픽에 참가하였다. 남자 단식(C1)에서 결승전까지 진출하였고 대한민국의 김현욱 선수와 상대하여 세트 스코어 3대1로 승리하며 생애 첫 패럴림픽 금메달을 획득했다. 남기원도 동메달을 획득하며 대한민국 선수가 금은동 모두 획득하여 화제가 되었다.

## 학력
- 사천고등학교 졸업
- 경상대학교 체육학과

## 주해
1.^  장애인 탁구의 경우 장애 정도에 따라 TT1~TT10으로 분류한다. 1~5의 경우 휠체어에서, 6~10의 경우 서서 하며 1등급이 가장 장애도가 높다. 패럴림픽의 경우 클라스(C)로 표기한다.